# Sidua Dua
Sidua Dua is een bestuurslaag in het regentschap Labuhan Batu Utara van de provincie Noord-Sumatra, Indonesië. Sidua Dua telt 3060 inwoners (volkstelling 2010).